# El que susurra en la oscuridad
El que susurra en la oscuridad (en inglés The Whisperer in Darkness) es una novela corta de 26 000 palabras escrita por H. P. Lovecraft en 1930 y publicada en agosto de 1931 en Weird Tales. Semejante a El color del espacio exterior (1927), es una mezcla de terror  y ciencia ficción. Aunque hace varias referencias a los Mitos de Cthulhu, la novela no es una parte central del mito, sino que refleja un cambio hacia la ciencia ficción en la escritura de Lovecraft. La trama también introduce a los Mi-go, una raza extraterrestre de criaturas fungiformes.

## Inspiración

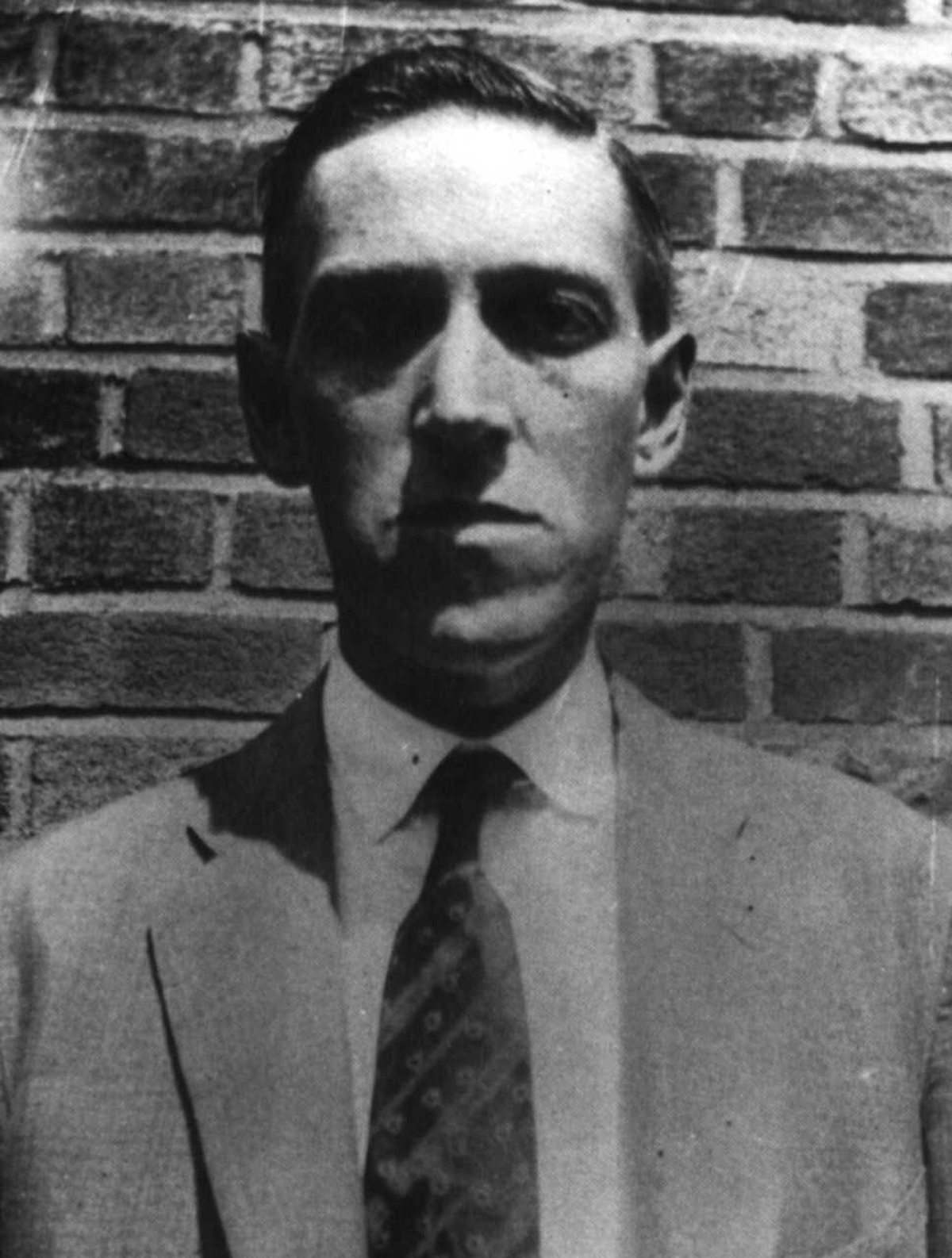
H. P. Lovecraft - 11 de julio del 1931.

La historia, narrada por Albert N. Wilmarth, al principio ignora a aquellos que creen que criaturas no-humanas habitan las colinas de Vermont como «meros románticos que insistían en intentar transferir a la vida real las historias fantásticas sobre "pequeñas personas" que acechaban, las cuales que se habían hecho famosas por la maravillosa ficción de horror de Arthur Machen.»
Sobre esto, el alumno de Lovecraft, Robert M. Price argumenta que eso es una manera de reconocer la deuda que tiene la historia de Lovecraft con lo contado por Machen en The Novel of the Black Seal (1895).
"Me atrevería hasta a reescribir esencialmente una nueva versión de las obras de Machen." - Price
En ambos casos hay un profesor, un anticuario que, siguiendo sus intereses vocacionales, se deja arrastrar por lo que la mayoría desestimaría como meras supersticiones de una región extraña de colinas ominosamente abovedadas. De esa manera se ve atraído hacia una piedra negra grabada que parece pertenecer a una raza antigua pre-humana que ahora se encuentra escondida en las misteriosas colinas. Lovecraft divide el rol del profesor Gregg creado por Machen entre el profesor Wilmarth y Akeley, el investigador introvertido. Es Akeley, y no el profesor, quien acaba desapareciendo al caer en las garras de la antigua raza. Wilmarth se rezaga y cuenta la historia, como hacía la Miss Lally de Machen. 
Price señala la existencia de pasajes paralelos en ambas historias. Machen pregunta: «¿Qué sucederá si la horrible y oscura raza de las colinas sobrevivió?»; y Lovecraft apunta a «una raza escondida de monstruos siendo atraídos en algún lugar de las remotas colinas», mientras que Machen menciona «extrañas figuras reuniéndose rápidamente entre las cumbres, junto al río...». Lovecraft cuenta «ciertas raras historias de cosas encontradas flotando en algunos de los ríos crecidos». Price sugiere que la descripción de Machen se refiere a personas «que se desvanecieron extrañamente de la tierra», lo que hizo a Lovecraft imaginarse personas siendo literalmente sustraídas del planeta.
Algo que ha sido percibido por críticos como Price y Lin Carter, es que The Whisperer in Darkness también hace referencia a nombres y conceptos de "The King in Yellow" ("El rey de Amarillo") de Robert W. Chambers, algunos de los cuales ya habían sido previamente tomados en préstamo de Ambrose Bierce. En una carta a Clark Ashton Smith, Lovecraft escribió: «Chambers debió haberse impresionado con An Inhabitant of Carcosa y Haita the Shepherd, que fueron publicados durante su juventud. De hecho, él persuade a Bierce a crear un escalofriante fondo de horror- un recuerdo vago e inquietante que hace a un reacio usar la facultad de recolección muy vigorosamente.»
La idea de mantener un cerebro humano vivo dentro de un recipiente (con aditamentos mecánicos permitiendo ver, oír y hablar) permitiéndole viajar a áreas inhóspitas para el cuerpo, pudo haber sido sido inspirada por el libro The World, the Flesh, and the Devil de J. D. Bernal, que describe y sugiere la viabilidad de un dispositivo similar. El libro fue publicado en 1929, justo un año antes de que Lovecraft escribiera su historia.

## Resumen del argumento
La historia es contada por Albert N. Wilmarth, un profesor de literatura de la Universidad de Miskatonic en Arkham. Cuando periódicos locales aseguraron que se habían visto cosas extrañas flotando en los ríos durante la inundación histórica de Vermont, Wilmarth se ve envuelto en la controversia sobre el significado real de los avistamientos, aunque él está del lado de los escépticos, que culpan a las viejas leyendas sobre monstruos viviendo en las colinas inhabitadas que raptan a quienes se aventuran demasiado cerca de su territorio. 
Wilmarth recibe una carta de Henry Wentworth Akeley, un hombre que vive en una granja aislada cerca de Townshend, Vermont. Akeley afirma tener pruebas que convencerán a Wilmarth que debe dejar de cuestionarse la existencia de las criaturas. Se comunican a través de cartas e intercambian un registro fonográfico de la  raza extraterrestre cantando junto a agentes humanos que veneran a varios entes, entre ellos Cthulhu y Nyarlathotep, el último es de quien ellos esperan que "deberá tener la apariencia del hombre, ponerse la máscara de cera y la túnica que oculta".
Los agentes interceptan los mensajes de Akeley y lo acosan por la noche en su granja. Hay un tiroteo entre Akeley y los agentes y muchos de los perros guardianes de Akeley mueren. Aunque Akeley expresa más en sus cartas, tiene un brusco cambio de parecer. Escribe que ha tenido un encuentro con los seres extraterrestres y que ha aprendido que son pacíficos. Presiona a Wilmarth para que lo visite trayendo consigo las cartas y las fotografías de evidencias que le ha enviado, cosa que Wilmarth termina aceptando a regañadientes. 
Wilmarth llega y encuentra a Akeley en un estado físico lamentable, inmovilizado en una silla en la oscuridad. Akeley le habla de la raza extraterrestre y las maravillas que le han revelado. También le cuenta que esos seres pueden extraer quirúrgicamente el cerebro de un ser humano y colocarlo en un envase, dentro del cual puede vivir indefinidamente y soportar los rigores de los viajes al espacio, y le muestra pruebas de ello a Wilmarth. Akeley confiesa que ha accedido a someterse al procedimiento y señala el frasco que lleva escrito su nombre. Wilmarth escucha a otro cerebro, que se encuentra en otro contenedor, hablar positivamente del cambio y del porqué Wilmarth debería unirse a ellos en el viaje a Yuggoth, el planeta madre de la raza. Durante estas conversaciones Wilmarth se inquieta, especialmente por el extraño zumbido con que le susurra Akeley. 
Por la noche, Wilmarth no logra dormir y escucha en el piso de abajo una conversación perturbadora entre varias voces, algunas de las cuales son especialmente extrañas. Una vez que todo queda en silencio, baja las escaleras para investigar. Se encuentra con que Akeley ya no está, pero su túnica está en la silla. Al acercarse, hace un descubrimiento horroroso entre los pliegues de la túnica, lo que le hace huir a toda prisa, llevándose el coche de Akeley. Cuando las autoridades van a investigar al día siguiente, no encuentran más que una casa tiroteada. Akeley desapareció junto con toda la evidencia de presencia extraterrestre. Al concluir la historia, Wilmarth declara el descubrimiento que lo hizo huir: cara y manos dejadas atrás. Fueron utilizadas por algo no humano para parecer un hombre. Ahora cree con una terrible certeza que el cerebro que escuchó ese día, era el de Henry Wentworth Akeley.

## Personajes

### Albert N. Wilmarth
El narrador de la historia es descrito como un profesor de literatura inglesa de la Universidad de Miskatonic que investiga los extraños acontecimientos que tuvieron lugar tras las inundaciones sufridas en Vermont en 1927.
Wilmarth también es mencionado en la obra de Lovecraft En las montañas de la locura, donde el narrador señala que desearía no haber hablado tanto con Wilmarth, aquel desagradable erudito del folclore en la Universidad. En otro momento, la historia se refiere a «los cuentos insensatos sobre las criaturas cósmicas en las colinas, relatados por un colega en folclore del departamento de Literatura Inglesa en la Miskatonic.»
Wilmarth es el personaje principal en "To Arkham and the Stars", de Fritz Leiber, escrito probablemente en 1966, que cuenta cómo el profesor de 70 años ocupa la dirección del departamento de Literatura de la Universidad de Miskatonic. Leiber lo describe como «delgado y de cabello gris», con un «toque de burla sarcástica que ha causado que algunos lo llamen desagradable en vez de simplemente muy erudito».
Reconoce haberse mantenido «en un contacto más estrecho con los plutonianos o yuggosianos de lo que cree Dyer». En un pasaje de la historia Wilmarth subraya que «cuando has pasado gran parte de tu vida adulta en Miskatonic, descubres que has desarrollado un entendimiento de la diferencia entre lo real y lo imaginario un tanto distinto del que tiene el resto del rebaño.»
En la novela de Brian Lumley The Burrowers Beneath y sus secuelas, la fundación Wilmarth es una organización con base en Arkham dedicada a combatir aquello a lo que Lumley se refiere como las Deidades del ciclo de Cthulhu.Robert M. Price describe a Wilmarth como «el protagonista modelo de Lovecraft... al principio no es más que un afortunado ignorante y solo después de una larga batalla con su escepticismo racional descubre y acepta la terrible verdad.»

### Noyes
Un hombre sumamente desconocido aliado de los Mi-Go o de aquellos que vienen de Fuera, está conectado con la desaparición de un granjero local, un hombre llamado Brown y la seguridad del campamento Mi-Go. Ayudó a Wilmarth en su llegada a Brattleboro y le llevó a la casa de Akeley. Después Noyes es escuchado y visto dormir en el sofá durante la fuga de Wilmarth.

### Henry W. Akeley
(1871–1928?) Es un folclorista de Vermont y corresponsal de Wilmarth. Se convirtió en un académico muy respetado por sus colegas, probablemente debido a sus estudios del folclore. Su esposa murió en 1901 dando a luz a su único heredero, George Goodenough Akeley
Cuando se retiró, Akeley regresó a su pueblo natal, a una granja de dos pisos en las colinas de Vermont cerca de las laderas de la montaña Negra. En septiembre de 1928 fue visitado por el profesor Wilmarth, quien investigaba leyendas extrañas de la región. Poco después Akeley desapareció misteriosamente de su morada en las montañas, aunque Wilmarth creía que había sido víctima de las maquinaciones de los siniestros hongos de Yuggoth. Algunos estudiosos, Robert M. Price entre ellos, han sugerido que la posible criatura enmascarada como Akeley fuese en realidad Nyarlathotep, para lo que se basan en una frase del canto encontrado en un registro fonográfico de los Mi-go: "Para Nyarlathotep, Poderoso Mensajero, del que todo debe ser dicho. Y Él deberá ponerse el semblante de un hombre, y bajará del mundo de Siete Soles para engañar...".
En su secuela de The Whisperer in Darkness, Documents in the Case of Elizabeth Akeley (1982), Richard A. Lupoff exploraba la posibilidad ignorada de que tal vez Akeley no fue víctima de los Mi-go como generalmente se ha supuesto, sino que se unió a ellos voluntariamente. Lupoff también propone que Akeley era el hijo ilegítimo de Abednego Akeley, un ministro en Vermont de la secta Iglesia de la Sabiduría Estelar y Sarah Phillips, el ama de llaves de Abednego.

### George Goodenough Akeley
Se menciona que es el hijo de Henry Wentworth Akeley en The Whisperer in Darkness, de acuerdo al relato, George se mudó a San Diego, California, después de que su padre se retirara. La historia de 1976 de "El terror de las profundidades" o "The Terror From the Depths" menciona que Akeley es consultado en su casa por el profesor Albert Wilmarth en 1937.
La secuela de 1982, escrita por Richard A. Lupoff, describe a Akeley como inspirado por la evangelista Aimee McPherson a iniciar una secta llamada Hermandad de la Luz Espiritual cuyo líder era el Padre Radiante. Después de su muerte, su nieta Elizabeth Akeley asumió esas funciones. 
En 1928 Lovecraft viajó al área rural de Vermont con un hombre llamado Arthur Goodenough. Durante una cacería conoció a un granjero local con un nombre sorprendentemente similar al de aquel personaje que tenía un destino terrible en su historia, Bert G. Akley.

### Los Mi-Go
También llamados Los Exteriores o Los Hongos de Yuggoth, los Mi-Go son una especie extraterrestre ficticia de los Mitos de Cthulhu creada por el escritor H.P. Lovecraft. En la novela En las montañas de la locura donde se dice que llegaron a la Tierra en el Período Jurásico y empujaron a los Antiguos a sus refugios en el norte. Queda claro que los Mi-go están hechos de una materia que, incluso a nivel subatómico, no corresponde a este planeta. Tienen muchas patas de crustáceo, alas de murciélago y antenas donde deberían tener la cabeza. Debido a la poca luz de su planeta, no tienen ni necesitan ojos, pero tienen otros sentidos para la percepción. Sus ciudades son oscuras repletas de torres, templos y enormes puentes ciclópeos. Como no necesitan ver no tiene ventanas en sus edificios.
El término Mi-Go es el que le asignan los tibetanos (que efectivamente dicha palabra es usada por estos como uno de los nombres del yeti), estos seres obtienen un mineral que les es vital de diferentes puntos de la Tierra, en especial Vermont, Europa y el Himalaya, en general tratan a los humanos con indiferencia y se mantienen lejos de ellos pero si son observados pueden ser violentos. Provienen del planeta Yuggoth, localizado al borde del Sistema Solar, más allá de Plutón.

## Nombres de los Mitos menores
Un pasaje de The Whisperer in Darkness contiene una serie de nombres de los Mitos, algunos de los cuales son brevemente mencionados pero no explicados:

«Me encontré a mí mismo enfrentado a nombres y términos que había escuchado en otros lugares con las conexiones más horribles.  — Yuggoth, Gran Cthulhu, Tsathoggua, Yog-Sothoth, R'lyeh, Nyarlathotep, Azathoth, Hastur, Yian, la Meseta de Leng, el Lago de Hali, Bethmoora, el Signo Amarillo, L’mur-Kathulos, Bran, y el Magnum Innominandum...»

Mientras que muchos de estos lugares y cosas son conocidas por los Mitos, algunas son un poco difíciles de precisar, entre ellas:
- Bethmoora: Bethmoora era una ciudad legendaria en el relato homónimo de Lord Dunsany, el autor favorito de Lovecraft.[18]
- Bran: Bran es una antigua deidad británica a la que se considera pagana. Sin embargo, dentro de este contexto Lovecraft se refería a Bran Mak Morn, el último rey de los pictos en la ficción de espada y brujería de Robert E. Howard. La referencia es un homenaje a Howard, uno de sus corresponsales habituales.[19]
- L'mur-Kathulos: L'mur podría referirse al continente de Lemuria, un legendario puente de tierra, pero un continente perdido en los Mitos.[20]
- Kathulos es un mago atlante, el protagonista del relato Skull-Face de Robert E. Howard. Un fan escribió a Howard preguntándole si Kathulos era un derivado de Cthulhu, Howard mencionó esto en una carta que envió a Lovecraft y a este le gustó la idea, contestando que estaba pensando en adoptar el nombre para mitos futuros.[21]
- Magnum Innominandum: En latín, significa "El grande que no debe ser nombrado".[22]
- Yian: Yian probablemente se refiere a Yian-Ho, que aparece en Through the Gates of the Silver Key (1934), una colaboración entre Lovecraft y E. Hoffmann Price, Yian-Ho es una horrible ciudad prohibida en la Meseta de Leng, pero también se puede referir a la ciudad ficticia de Yian mencionada en la rara historia corta "The Maker of Moons", publicada en 1896 en la colección The Maker of Moons hecha por uno de los autores favoritos de Lovecraft, Robert W. Chambers.[23]

## Significado
Aparte de ser un ejemplo de manual del terror característico de Lovecraft, durante una época en la que el género consistía principalmente en fantasmas, vampiros, duendes y similares, El que susurra en la oscuridad es una de las primeras apariciones en la literatura del ahora ya muy manido concepto del cerebro aislado del cuerpo (aunque el caso del cerebro alienígena no sea tan evidente aquí como en sus apariciones cinematográficas posteriores).
La historia contiene ciertos elementos aparentemente sobrenaturales, como su afirmación de que el fungoide alienígena, aunque visible al ojo humano y físicamente tangible, no queda registrado en las fotografías. En cambio se obtiene una imagen del fondo sin que la criatura se halle presente en ella (una imposibilidad según todas las leyes de la óptica, aunque sea una de las características que se les atribuyen a los vampiros). Con todo, la historia menciona que esto es posible debido a la estructura fúngica o alienígena, la cual funciona diferentemente de todos los organismos físicos. Se asevera que los electrones de los fungoides alienígenas tienen una frecuencia de vibración diferente que requeriría del desarrollo de una nueva técnica por parte de un químico para que pudieran ser registrados fotográficamente.

## Recibimiento
En una carta a Weird Tales escrita en enero de 1932 Donald Wandrei elogió "The Whisperer in Darkness", así como "The Seeds of Death" de David H. Keller y los relatos de Clark Ashton Smith.

## Adaptaciones
Alberto Breccia ilustró la adaptación de quince páginas hecha en 1979. La historia fue adaptada a cómics y se expandió en las primeras tres publicaciones de H. P. Lovecraft's Cthulhu: The Whisperer in Darkness con texto de Mark Ellis y Terry Collins e ilustraciones de Darryl Banks y Don Heck en 1991-1992. 
El primer segmento de la antología de filmes de Necromicon es una libre adaptación de la historia.
La Sociedad Historia de H.P. Lovecraft ha producido una versión cinematográfica de terror ambientada en los años 1930, fue estrenada en 2011 en el Festival Cinematográfico Internacional de Seattle. Sandy Petersen, autora del juego de rol "La Llamada de Cthulhu", contribuyó al filme financieramente para que se pudiera terminar la producción.
Una adaptación a videojuego fue hecha por Nathaniel Nelson (escritor, diseñador y programador), Quincy Bowen (artista) y Mark Sparling (compositor, diseñador de sonido) en 2014 para The Public Domain Jam.